# Quận Litchfield, Connecticut
Quận Litchfield là một quận nằm ở góc tây bắc tiểu bang Connecticut, Hoa Kỳ. Năm 2010, dân số quận là 189.927 người. Giống như các quận khác của tiểu bang, không có chính quyền quận do đó không có quận lỵ.

## Địa lý
Theo điều tra dân số Hoa Kỳ năm 2000, quận có tổng diện tích 944,57 dặm vuông (2.446,4 km2), trong đó 919,92 dặm vuông (2,382.6 km2) (97,39%) là diện tích đất và 24,65 dặm vuông (63,8 km2) (2,61%) là diện tích mặt nước.